# Luis Antonio Rodríguez
Luis Antonio Rodríguez, född 4 mars 1985 i Necochea, är en argentinsk före detta fotbollsspelare.
Han har bland annat spelat för Hammarby IF och Djurgårdens IF.